# Atypichthys
Atypichthys is een geslacht van straalvinnige vissen uit de familie van loodsbaarzen (Kyphosidae).

## Soorten
- Atypichthys latus McCulloch & Waite, 1916
- Atypichthys strigatus (Günther, 1860)